# انجمن کتابخانه آمریکا
انجمن کتابخانهٔ آمریکا (انگلیسی: American Library Association) (اختصاری ALA)، نام یک سازمان ناسودبر است که در ایالات متحدهٔ آمریکا واقع شده‌است که خدمات کتابخانه و مطالعات کتابخانه‌های بین‌المللی را ارائه می‌دهد. این انجمن قدیمی‌ترین و بزرگ‌ترین انجمن کتابخانه در دنیاست
که بیش از ۶۲٬۰۰۰ عضو دارد.